# Comitatul Red Deer, Alberta
Comitatul Red Deer, din provincia Alberta, Canada  este un district municipal situat central în Alberta. Districtul se află în Diviziunea de recensământ 8. El se întinde pe suprafața de 3,949.00 km2  și avea în anul 2011 o populație de 18,351 locuitori.
Cities Orașe
- Red Deer

Towns Localități urbane
- Bowden
- Innisfail
- Penhold
- Sylvan Lake

Villages Sate
- Delburne
- Elnora

Summer villages Sate de vacanță
- Half Moon Bay
- Jarvis Bay
- Norglenwold

Hamlets, cătune
- Ardley
- Benalto
- Dickson
- Linn Valley
- Lousana
- Markerville
- Springbrook
- Spruce View

Așezări
- Balmoral
  - Balmoral NW
  - Balmoral SE
- Bouteiller Subdivision or Boutellier Subdivision
- Briggs
- Broderson Subdivision or Brodersons Subdivision
- Brownlee Acreage
- Burnt Lake
- Canyon Heights
- Central Park
- Coalbanks
- Cygnet
- Doan
- Elspeth
- Evarts
- Fleming
- Garrington
- Garrington Acres
- Gleniffer
- Green Ridge Park
- Half Moon Bay
- Harrison
- Henday
- Herder
- High Ridge Properties
- Hillsdown
- Horseshoe Lake
- Kevisville
- Knee Hill Valley
- Kountry Meadow Estates
- Kuusamo
- Les Trailer Park *McKenzie Subdivision
- Melody Meadows Trailer Park
- Milnerton
- Mintlaw
- Mountain House
- New Hill
- Niobe
- Nisbet
- Pine Lake
- Poplar Ridge or Poplar Ridge Subdivision
- Prevo
- Raven
- Red Deer Junction
- Ridgewood Terrace
- Riverview Park
- Shady Pine Trailer Park
- South Park Village
- Spruce Lane Acres *Trueman Subdivision
- Tuttle
- West Ridge Estates
- Wild Rose
- Woodland Hills

1. 1 2  Population and dwelling counts, for Canada, provinces and territories, and census subdivisions (municipalities), 2016 and 2011 censuses – 100% data (în engleză), 20 februarie 2019